# Прапор Канади
Прапор Канади — один із державних символів Канади. Закон про державний прапор затверджено палатою общин канадського парламенту 15 грудня 1964, після довготривалих дебатів.
Прапор символізує два океани, які омивають береги Канади (Тихий та Атлантичний) та розміщену між ними країну. Кленовий лист повинен підкреслювати єдність нації. Червоний — колір хреста Св. Георгія, символізує Велику Британію. Білий — колір французької монархії.
Червоні та білі кольори стали офіційними кольорами Канади, після їх затвердження королем Георгом V 21 листопада 1921 року.

## Галерея

Прапор Канади 1868-1921 років
Прапор Канади 1921-1957 років
Прапор Канади 1957 року, використовувався до 1964 року.
Один з варіантів прапора.